# Guwahati
Guwahati là thành phố lớn nhất của Assam và Đông Bắc Ấn Độ, là một thành phố cảng ven sông lớn và thuộc nhóm thành phố phát triển nhanh nhất Ấn Độ, tọa lạc cạnh bờ nam sông Brahmaputra.
Thành phố cổ Pragjyotishpura và Durjaya (Bắc Guwahati) từng là thủ đô của quốc gia cổ Kamarupa trong thời kỳ triều Varman và Pala.
Thành phố có nhiều ngôi đền Ấn Độ giáo, làm nó được mệnh danh là "Thành phố Đền". Dispur, thủ phủ của Assam, tọa lạc trong Guwahati và là nơi đặt trụ sở chính quyền Assam.